# Зелёновка (Приморский край)
Зелёновка — село в Спасском районе Приморского края, входит в состав Хвалынского сельского поселения.

## География
Село Зелёновка находится на автодороге местного значения восточнее села Славинка.
Дорога к селу Зелёновка и Славинка отходит на восток от автотрассы «Уссури» между селом Хвалынка и городом Спасск-Дальний. Расстояние от Зеленовки до автотрассы «Уссури» около 13 км, до города Спасск-Дальний около 15 км.
По южной окраине села Зелёновка протекает река Спасовка.

## Население
| 1923 | 1926 | 1959 | 1970 | 1979 | 1999 | 2002 |
| ---- | ---- | ---- | ---- | ---- | ---- | ---- |
| 569  | ↗604 | ↘300 | ↗400 | ↘337 | ↗376 | ↗401 |
| 2003 | 2010 |      |      |      |      |      |
| ↘346 | ↘250 |      |      |      |      |      |

## Улицы
| - ул. Зелёная, - ул. Лесная, - ул. Луговая, - ул. Молодёжная, | - ул. Новая, - ул. Озёрная, - ул. Первомайская, | - ул. Садовая, - ул. Сиреневая, - пер. Таёжный. |

## Экономика
Сельскохозяйственные предприятия Спасского района.

## Инфраструктура
В окрестностях села Зелёновка находятся садово-огородные участки жителей города Спасск-Дальний.

## Известные уроженцы
- Дубинин, Николай Николаевич (1928—2008) — советский и российский педагог-новатор. Народный учитель СССР.